# Bầu cử Hoa Kỳ 2008
Bầu cử Hoa Kỳ 2008 là cuộc bầu cử toàn quốc Hoa Kỳ diễn ra vào thứ ba, ngày 4 tháng 11 năm 2008. Cuộc bầu cử này gồm có nhiều cuộc bầu cử địa phương thay vì 1 cuộc bầu cử toàn quốc. Trong cuộc bầu cử này gồm có cuộc bầu cử tổng thống, quốc hội, và địa phương. Trong Quốc hội, toàn bộ 435 ghế trong Hạ nghị viện đều được bầu, và 33 trong 100 ghế trong Thượng nghị viện cũng được ra ứng cử.  Tại mức địa phương, 11 trong 50 thống đốc tiểu bang cũng được bầu.  Thêm vào đó, vô số chức vụ địa phương khác và nhiều cuộc trưng cầu dân ý cũng được đưa vào lá phiếu.
Một số vấn đề nổi bật được cử tri lựa chọn trong trưng cầu dân ý gồm có việc cấm hôn nhân đồng tính (được thông qua tại California, Arizona, và Florida) và hạn chế phá thai bằng cách đòi hỏi thông báo cho phụ huynh của vị thành niên muốn phá thai (không được thông qua tại California).

## Tổng thống

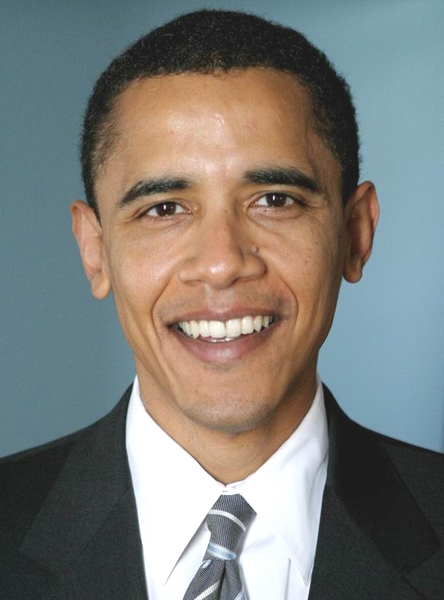
Ứng cử viên Dân chủ Barack Obama

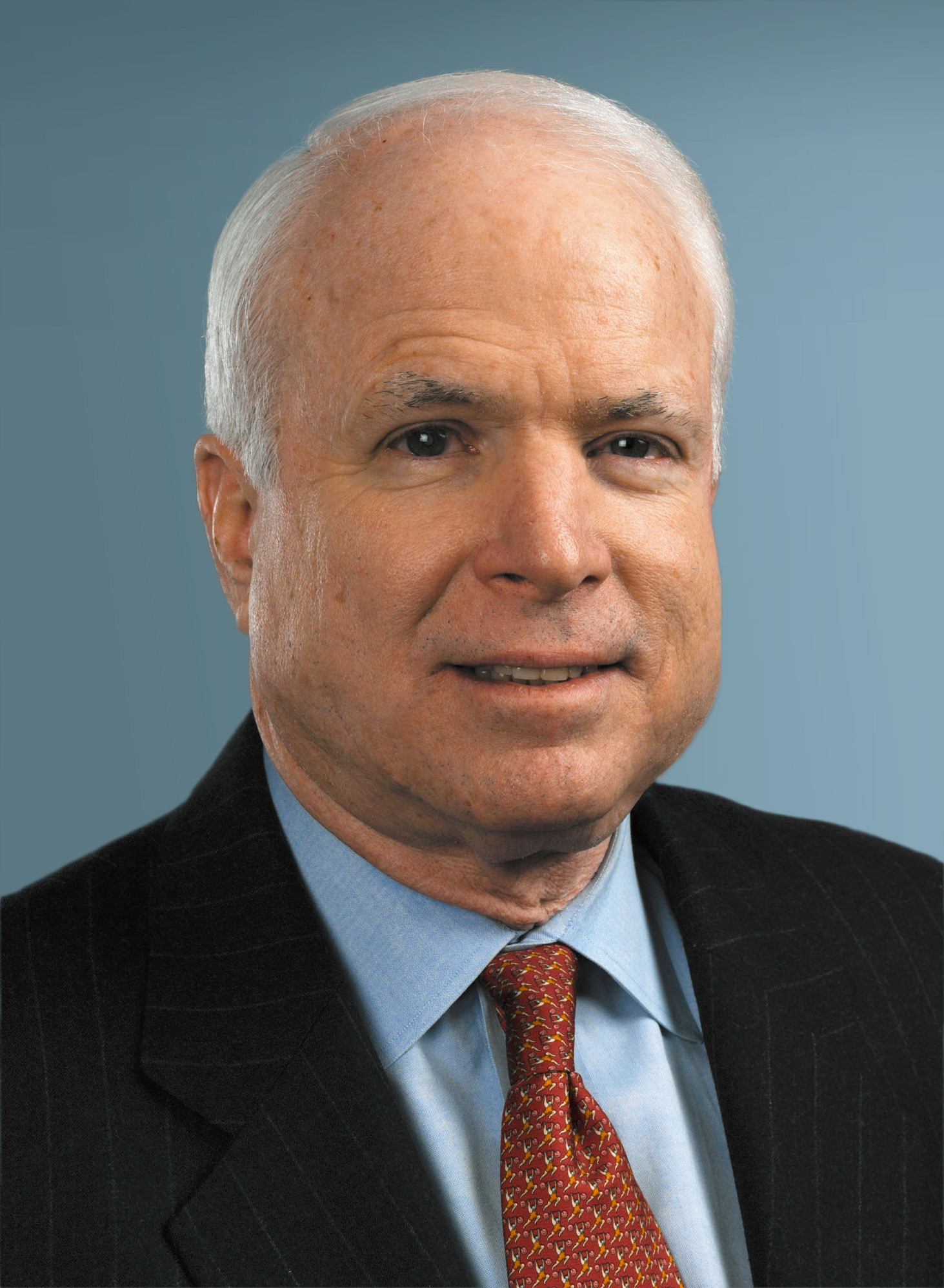
Ứng cử viên Cộng hòa John McCain

Cuộc bầu cử năm 2008 là lần đầu tiên từ cuộc bầu cử năm 1928 mà cả 2 nhân vật đương nhiệm tổng thống và phó tổng thống không tham gia tranh cử làm ứng cử viên của đảng mình và cũng là lần đầu tiên từ cuộc bầu cử năm 1952 cả 2 nhân vật này đều không phải là ứng cử viên trong cuộc tổng tuyển cử.  Tổng thống đương nhiệm, George W. Bush, đang tại chức nhiệm kỳ thứ nhì và không thể ứng cử vì giới hạn trong tu chính án thứ 22 trong Hiến pháp Hoa Kỳ.
Trong cả 3 lần tổng thống 2 nhiệm kỳ gần đây nhất (Dwight D. Eisenhower, Ronald Reagan, và Bill Clinton), phó tổng thống đương nhiệm đã ứng cử tổng thống ngay sau khi nhiệm kỳ của tổng thống kết thúc. (Richard Nixon thua cuộc bầu cử năm 1960, George H. W. Bush thắng năm 1988, và Al Gore thua năm 2000.)  Kể từ năm 2001, phó tổng thống Dick Cheney đã liên tục khẳng định ông sẽ không bao giờ ứng cử tổng thống: "Tôi sẽ nói 1 cách mạnh nhất mà tôi có thể nói... Nếu được đề cử, tôi sẽ không tranh cử; nếu được bầu, tôi sẽ không phục vụ."
Cả 2 ứng cử viên tranh cử cho đảng lớn đều là Thượng nghị sĩ tại vị: Ứng cử viên Cộng hòa John McCain (từ Arizona) và  ứng cử viên Dân chủ Barack Obama (Illinois).  Vì thế, người thắng cử sẽ chắc chắn là một Thượng nghị sĩ đương nhiệm, lần đầu tiên kể từ khi John F. Kennedy thắng cử vào năm 1960. Barack Obama thắng cử với số phiếu đại cử tri đoàn dự đoán là 365.  Ông nhậm chức vào ngày 20 tháng 1 năm 2009.

## Quốc hội

### Thượng nghị viện

Thượng viện trước bầu cử
2 Cộng hòa
2 Dân chủ
1 Cộng hòa, 1 Dân chủ
1 Dân chủ, 1 độc lập

Những tiểu bang có bầu cử
2 TNS Cộng hòa đang tại chức
TNS Cộng hòa đang tại chức
TNS Cộng hòa về hưu
TNS Dân chủ đang tại chức

Kết quả
Dân chủ giữ ghế
Dân chủ giành ghế
Cộng hòa giữ ghế
Không có bầu cử

Theo Hiến pháp, cứ mỗi 2 năm thì 1/3 trong số ghế thượng nghị sĩ được bầu vào nhiệm kỳ 6 năm.  Năm 2008, 33 thượng nghị sĩ thuộc "Khối 2" được bầu, với nhiệm kỳ bắt đầu từ ngày 3 tháng 1 năm 2009 và kết thúc vào ngày 3 tháng 1 năm 2015.  Thêm vào đó, 2 cuộc bầu cử đặc biệt cũng được tổ chức cho 2 ghế khối 1 tại Mississippi và Wyoming, với nhiệm kỳ kết thúc vào năm 2013.
Trước cuộc bầu cử, Thượng nghị viện gồm có 49 Thượng nghị sĩ là thành viên đảng Cộng Hòa, 49 thành viên đảng Dân chủ, và 2 thành viên độc lập. Trong 35 ghế được bầu, 12 ghế được giữ bởi đảng viên Đảng Dân chủ và 23 ghế được giữ bởi đảng Cộng hòa.  Đảng Dân chủ đã giành đa số trong Thượng nghị viện từ năm 2007 vì 2 thành viên độc lập theo phe Dân chủ.  Đảng Dân chủ hy vọng giành được 60 ghế.
Kết quả cho thấy đảng Dân chủ giành thêm 8 ghế trong thượng viện.  Trong Quốc hội khóa 111, đảng Dân chủ có 59 ghế, và đảng Cộng hòa 41.
Chú thích tên đảng:
- D: Democratic - Dân chủ
- R: Republican - Cộng hòa
- L: Libertarian - Tự do
- G: Green - Đảng Xanh
- I: Independent - Độc lập (không đảng)

| Tiểu bang | TNS Đương nhiệm  | Địa vị trong cuộc bầu cử năm 2008 | Ứng cử viên Dân chủ  | Ứng cử viên Cộng hòa | Các ứng cử viên khác                                                                                     | Kết quả                                                                   |
| --------- | ---------------- | --------------------------------- | -------------------- | -------------------- | --- | ------------------------------------------------------------------------- |
| AL        | Jeff Sessions    | Tái tranh cử                      | Vivian Davis Figures | Jeff Sessions        | | Jeff Sessions (R) 63% Vivian Davis Figures (D) 37%                        |
| AK        | Ted Stevens      | Tái tranh cử                      | Mark Begich          | Ted Stevens          | Bob Bird (AIP) Ted Gianoutsos (Vet) David Haase (L)                                                      | Mark Begich (D) 48% Ted Stevens (R) 47%                                   |
| AR        | Mark Pryor       | Tái tranh cử                      | Mark Pryor           |                      | Rebekah Kennedy (G)                                                                                      | Mark Prior (D) 79% Rebekah Kennedy (G) 21%                                |
| CO        | Wayne Allard     | Về hưu                            | Mark Udall           | Bob Schaffer         | Doug Campbell (C) Bob Kinsey (G)                                                                         | Mark Udall (D) 53% Bob Schaffer (R) 42%                                   |
| DE        | Joe Biden        | Tái tranh cử                      | Joe Biden            | Christine O'Donnell  | | Joe Biden (D) 65% Christine O'Donnell (R) 35%                             |
| GA        | Saxby Chambliss  | Tái tranh cử                      | Jim Martin           | Saxby Chambliss      | Allen Buckley (L)                                                                                        | Saxby Chambliss (R) 50%, 57% Jim Martin (D) 47%, 43% Allen Buckley (L) 3% |
| ID        | Larry Craig      | Về hưu                            | Larry LaRocco        | Jim Risch            | Kent Marmon (L) "Pro-Life" (I) Rex Rammell (I)                                                           | Jim Risch (R) 58% Larry Larocco (D) 34%                                   |
| IL        | Dick Durbin      | Tái tranh cử                      | Dick Durbin          | Steve Sauerberg      | Kathy Cummings (G) Chad Koppie (C) Larry Stafford (L)                                                    | Dick Durbin (D) 68% Steve Sauerberg (R) 29%                               |
| IA        | Tom Harkin       | Tái tranh cử                      | Tom Harkin           | Christopher Reed     | | Tom Harkin (D) 63% Christopher Reed (R) 37%                               |
| KS        | Pat Roberts      | Tái tranh cử                      | Jim Slattery         | Pat Roberts          | Randall Hodgkinson (L) Joseph Martin (Ref)                                                               | Pat Roberts (R) 60% Jim Slattery (D) 36%                                  |
| KY        | Mitch McConnell  | Tái tranh cử                      | Bruce Lunsford       | Mitch McConnell      | | Mitch McConnell (R) 53% Bruce Lunsford (D) 47%                            |
| LA        | Mary Landrieu    | Tái tranh cử                      | Mary Landrieu        | John Kennedy         | Richard Fontanesi (L) Jay Patel (I) Robert Stewart (I)                                                   | Mary Landrieu (D) 52% John Kennedy (R) 46%                                |
| ME        | Susan Collins    | Tái tranh cử                      | Tom Allen            | Susan Collins        | | Susan Collins (R) 61% Tom Allen (D) 39%                                   |
| MA        | John Kerry       | Tái tranh cử                      | John Kerry           | Jeff Beatty          | Mary Jean Charbonneau (I) William Estrada (SW) Robert Underwood (L)                                      | John Kerry (D) 66% Jeff Beatty (R) 31%                                    |
| MI        | Carl Levin       | Tái tranh cử                      | Carl Levin           | Jack Hoogendyk       | Scott Boman (L) Doug Dern (Nat Law) Harley Mikkelson (G) Michael Nikitin (C)                             | Carl Levin (D) 63% Jack Hoogendyk (R) 34%                                 |
| MN        | Norm Coleman     | Tái tranh cử                      | Al Franken           | Norm Coleman         | Charles Aldrich (L) Dean Barkley (MIP) James Niemackl (C)                                                | Al Franken (D) 42% Norm Coleman (R) 42% Dean Barkley (MIP) 15%            |
| MS        | Thad Cochran     | Tái tranh cử                      | Erik Fleming         | Thad Cochran         | | Thad Cochran (R) 62% Erik Fleming 38%                                     |
| MS*       | Roger Wicker     | Tranh cử                          | Ronnie Musgrove      | Roger Wicker         | | Roger Wicker (R) 55% Ronnie Musgrove (D) 45%                              |
| MT        | Max Baucus       | Tái tranh cử                      | Max Baucus           | Bob Kelleher         | | Max Baucus (D) 73% Bob Kelleher (R) 27%                                   |
| NE        | Chuck Hagel      | Về hưu                            | Scott Kleeb          | Mike Johanns         | Steve Larrick (G) Kelly Rosberg (Neb)                                                                    | Mike Johanns (R) 58% Scott Kleeb (D) 40%                                  |
| NH        | John Sununu      | Tái tranh cử                      | Jeanne Shaheen       | John Sununu          | Ken Blevens (L)                                                                                          | Jeanne Shaheen (D) 52% John Sununu (R) 45%                                |
| NJ        | Frank Lautenberg | Tái tranh cử                      | Frank Lautenberg     | Dick Zimmer          | Jeffrey Boss (I) Daryl Mikell Brooks (I) J. M. Carter (I) Sara Lobman (SW) Jason Scheurer (L)            | Frank Lautenberg (D) 56% Dick Zimmer (R) 42%                              |
| NM        | Pete Domenici    | Về hưu                            | Tom Udall            | Steve Pearce         | | Tom Udall (D) 61% Steve Pearce (R) 39%                                    |
| NC        | Elizabeth Dole   | Tái tranh cử                      | Kay Hagan            | Elizabeth Dole       | Chris Cole (L)                                                                                           | Kay Hagan (D) 53% Elizabeth Dole (R) 44%                                  |
| OK        | Jim Inhofe       | Tái tranh cử                      | Andrew Rice          | Jim Inhofe           | Stephen Wallace (I)                                                                                      | Jim Inhofe (R) 57% Andrew Rice (D) 39%                                    |
| OR        | Gordon Smith     | Tái tranh cử                      | Jeff Merkley         | Gordon Smith         | Dave Brownlow (C)                                                                                        | Jeff Merley (D) 49% Gordon Smith (R) 46%                                  |
| RI        | Jack Reed        | Tái tranh cử                      | Jack Reed            | Robert Tingle        | | Jack Reed (D) 73% Robert Tingle (R) 27%                                   |
| SC        | Lindsey Graham   | Tái tranh cử                      | Bob Conley           | Lindsey Graham       | | Lindsey Graham (R) 58% Bob Conley (D) 42%                                 |
| SD        | Tim Johnson      | Tái tranh cử                      | Tim Johnson          | Joel Dykstra         | | Tim Johnson (D) 62% Joel Dykstra (R) 38%                                  |
| TN        | Lamar Alexander  | Tái tranh cử                      | Bob Tuke             | Lamar Alexander      | Edward Buck (I) Christopher Fenner (I) David Gatchell (I) Ed Lawhorn (I) Daniel Lewis (I) Chris Lugo (G) | Lamar Alexander (R) 65% Bob Tuke (D) 32%                                  |
| TX        | John Cornyn      | Tái tranh cử                      | Rick Noriega         | John Cornyn          | Yvonne Adams Schick (L)                                                                                  | John Cornyn (R) 55% Rick Noriega (D) 43%                                  |
| VA        | John Warner      | Về hưu                            | Mark Warner          | Jim Gilmore          | Gail Parker (IG) Bill Redpath (L)                                                                        | Mark Warner (D) 65% Jim Gilmore (R) 34%                                   |
| WV        | Jay Rockefeller  | Tái tranh cử                      | Jay Rockefeller      | Jay Wolfe            | Rick Bartlett (W)                                                                                        | Jay Rockefeller (D) 64% Jay Wolfe (R) 36%                                 |
| WY        | Mike Enzi        | Tái tranh cử                      | Chris Rothfuss       | Mike Enzi            | | Mike Enzi (R) 76% Chris Rothfuss (D) 24%                                  |
| WY*       | John Barrasso    | Tranh cử                          | Nick Carter          | John Barrasso        | | John Barrasso (R) 73% Nick Carter (D) 27%                                 |

### Hạ nghị viện

Thành phần Hạ viện trước tuyển cử
Dân biểu Cộng hòa tại vị
Dân biểu Cộng hòa về hưu
Dân biểu Dân chủ tại vị
Dân biểu Dân chủ về hưu
Ghế trống

Kết quả
Dân chủ giữ ghế
Dân chủ giành ghế
Cộng hòa giữ ghế
Cộng hòa giành ghế

Theo Hiến pháp, toàn bộ 435 ghế trong Hạ viện được bầu cho nhiệm kỳ 2 năm.  Nhiệm kỳ của Quốc hội thứ 111 sẽ bắt đầu vào ngày 3 tháng 1 năm 2009 và kết thúc vào ngày 3 tháng 1 năm 2011.
Trước cuộc tổng tuyển cử, Hạ nghị viện gồm có 233 ghế đảng Dân chủ và 202 ghế đảng Cộng hòa. Kết quả cho thấy đảng Dân chủ được thêm 21 ghế.
| Đảng    | Đảng      | Ghế  | Ghế  | Ghế | Ghế  | Phiếu phổ thông | Phiếu phổ thông | Phiếu phổ thông |
| Đảng    | Đảng      | 2006 | 2008 | +/− | %    | Số phiếu        | %               | +/−             |
| ------- | --------- | ---- | ---- | --- | ---- | --------------- | --------------- | --------------- |
|         | Dân chủ   | 233  | 257  | +21 | 59%  |                 |                 |                 |
|         | Cộng hòa  | 202  | 178  | -21 | 41%  |                 |                 |                 |
|         | Độc lập   | 0    | 0    | 0   | 0    |                 |                 |                 |
|         | Đảng khác | 0    | 0    | 0   | 0    |                 |                 |                 |
| Tổng số | Tổng số   | 435  | 435  | 0   | 100% |                 |                 | 0               |

## Tiểu bang

### Thống đốc

Các tiểu bang có bầu cử thống đốc
Thống đốc Cộng hòa tại vị
Thống đốc Cộng hòa về hưu
Thống đốc Dân chủ tại vị
Thống đốc Dân chủ về hưu

Kết quả
Cộng hòa giữ ghế
Dân chủ giữ ghế
Dân chủ giành ghế

Trong 11 tiểu bang, chức vị thống đốc cũng được bầu. Trong đó 6 chức được giữ bởi đảng Dân chủ và 5 chức được giữ bởi đảng Cộng hòa. Cử tri tại Puerto Rico cũng bầu thống đốc.
Các ghế trong ngoặc là ghế trống.
| Ghế Cộng hòa | Ghế Cộng hòa | Đối thủ            | Đối thủ           | Đối thủ                 | Kết quả | Kết quả  | Kết quả |
| Tiểu bang    | Đương nhiệm  | Dân chủ            | Cộng hòa          | Khác                    | Dân chủ | Cộng hòa | Khác    |
| ------------ | ------------ | ------------------ | ----------------- | ----------------------- | ------- | -------- | ------- |
| ND           | Hoeven       | Tim Mathern        | John Hoeven       | DuWayne Hendrickson (I) | 23,5%   | 74,4%    | 2,1%    |
| UT           | Huntsman     | Bob Springmeyer    | Jon Huntsman, Jr. | Dell Schanze            | 19,7%   | 77,7%    | 2,6%    |
| VT           | Douglas      | Gaye Symington     | Jim Douglas       | Anthony Pollina         | 21,1%   | 54,7%    | 21,2%   |
| IN           | Daniels      | Jill Long Thompson | Mitch Daniels     | Andy Horning            | 40,1%   | 57,8%    | 2,1%    |
| MO           | (Blunt)      | Jay Nixon          | Kenny Hulshof     | Andrew Finkenstadt      | 58,4%   | 39,5%    | 1,1%    |
| Ghế Dân chủ  | Ghế Dân chủ  | Đối thủ            | Đối thủ           | Đối thủ                 | Kết quả | Kết quả  | Kết quả |
| Tiểu bang    | Đương nhiệm  | Dân chủ            | Cộng hòa          | Khác                    | Dân chủ | Cộng hòa | Khác    |
| WA           | Gregoire     | Christine Gregoire | Dino Rossi        |                         | 53,3%   | 46,7%    |         |
| NC           | (Easley)     | Beverly Perdue     | Pat McCrory       | Michael Munger          | 50,2%   | 46,9%    | 2,9%    |
| DE           | (Minner)     | Jack Markell       | Bill Lee          | Jeffrey Brown           | 67,5%   | 30,2%    | 0,5%    |
| MT           | Schweitzer   | Brian Schweitzer   | Roy Brown         | Stan Jones              | 65,4%   | 32,6%    | 2,0%    |
| NH           | Lynch        | John Lynch         | Joseph D. Kenney  | Susan Newell            | 70,2%   | 27,6%    | 2,2%    |
| WV           | Manchin      | Joe Manchin        | Russ Weeks        | Jesse Johnson           | 69,8%   | 25,7%    | 4,5%    |

### Trưng cầu dân ý
Nhiều tiểu bang đưa ra nhiều trưng cầu dân ý cho 153 đạo luật tại 36 tiểu bang. Đáng chú ý nhất là Dự luật số 8 tại California, nhằm loại bỏ quyền kết hôn của những cặp đồng phái tính. Đạo luật này nhằm chống lại quyết định của Tòa án Tối cao California vào tháng 5 năm 2008 công nhận quyền kết hôn của những người đồng tính. Những người ủng hộ và chống đối đạo luật này đã vận động quyên góp trên $74 triệu, nhiều hơn số tiền quyên góp được cho tất cả những đạo luật tương tự trước đó cộng lại.  Đạo luật này được thông qua. Một số đạo luật khác được đưa ra trưng cầu dân ý gồm có:
- Tại Nam Dakota và Colorado, các đạo luật nhằm ngăn chận quyền phá thai bị đánh bại[8].
- Michigan cho phép sử dụng cần sa trong y khoa[8].
- Nebraska loại bỏ chính sách ưu đãi cho phụ nữ và người thiểu số (affirmative action).
- Oregon không thông qua đạo luật giới hạn số năm dạy học sinh bằng ngoại ngữ xuống 2 năm.
- Washington thông qua đạo luật cho phép bác sĩ giúp người bệnh chết (euthanasia).
- Bắc Carolina và Massachusetts không thông qua đạo luật giảm thuế thu nhập cá nhân.